# 長崎自動車道

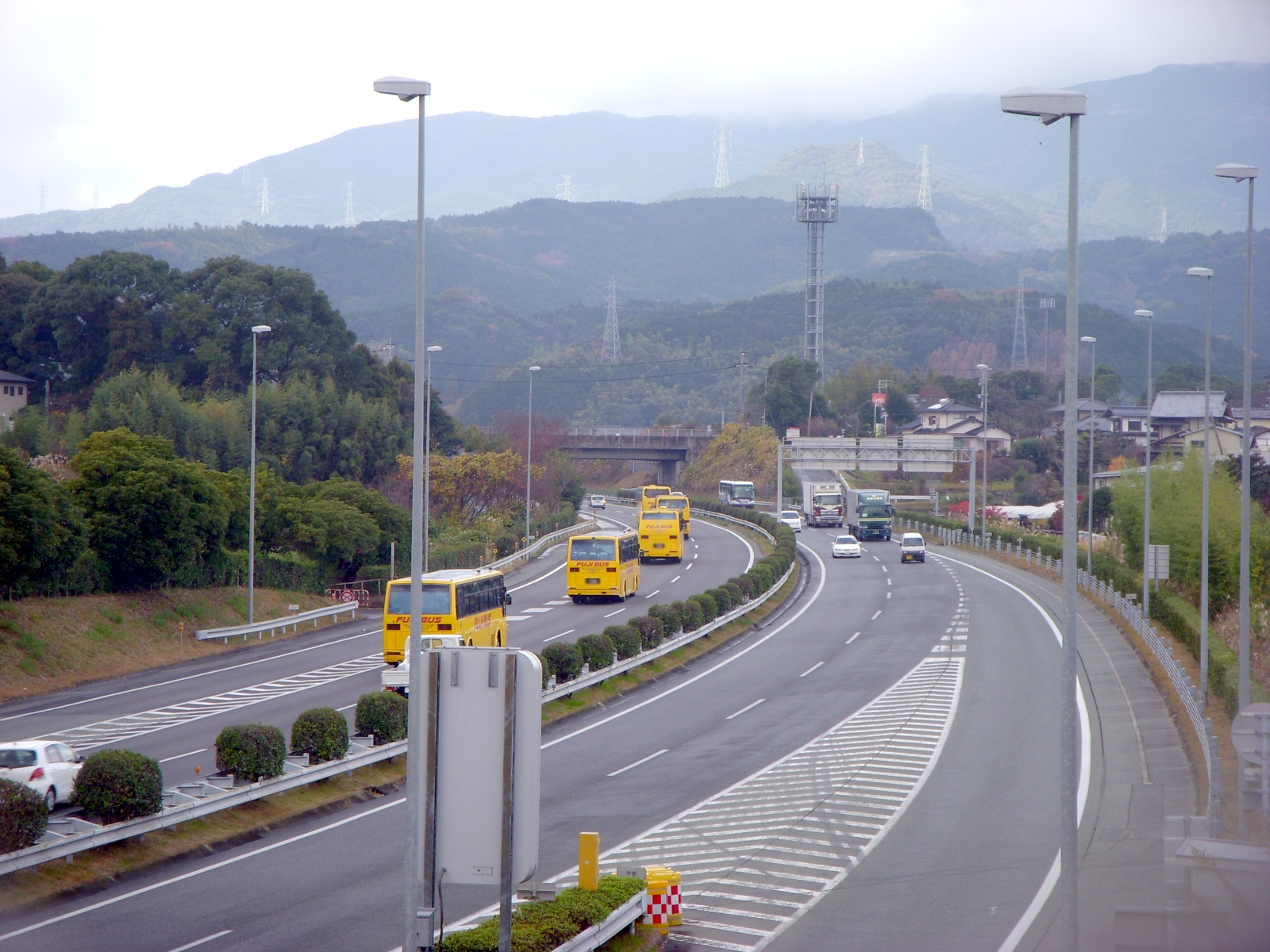
鳥栖ICから長崎方面を望む
（佐賀県鳥栖市）

長崎自動車道（ながさきじどうしゃどう、英語: NAGASAKI EXPWY）は、長崎県長崎市を起点とし、佐賀県鳥栖市に至る、延長120.2キロメートル (km) の高速道路（高速自動車国道）である。略称は長崎道（ながさきどう）。
高速道路ナンバリングによる路線番号は、大分自動車道・ながさき出島道路とともに「E34」が割り振られている。

## 概要
長崎市から佐賀県佐賀市などを経て、九州の交通の要衝である鳥栖JCTに至る高速道路である。1990年に長崎市郊外の長崎多良見インターチェンジ (IC) から鳥栖JCTに至るルートが完成、2004年に長崎市内の起点部が開通して全線開通した。
国土開発幹線自動車道の路線名は、大分自動車道と併せて九州横断自動車道長崎大分線であり、1990年に大村IC - 武雄北方IC間が開通して鳥栖IC - 長崎多良見IC間が1本につながるまでは、長崎自動車道という道路名は長崎県側（大村IC - 長崎多良見IC間）のみで用いられ、佐賀県側の鳥栖JCT - 武雄北方IC間は国幹道名称の九州横断自動車道をそのまま道路名としていた。現在でも一部で「九州横断道（経由）」の呼称が用いられているケースがある（高速バスわかくす号での車内アナウンスなど）。
法的には長崎市を起点、鳥栖市を終点とするが、前述のような事情もあり、接続する九州自動車道にあわせる形で、終点の鳥栖JCTから起点の長崎ICに向ってIC番号が振ってある（IC番号が終点から振られているのは北陸自動車道や沖縄自動車道などと同様である）。
佐賀県内の一部はコンクリート舗装となっている。

## インターチェンジなど
ここではIC番号の表記に合わせて、鳥栖→長崎とする。
- IC番号欄の背景色が■である区間は既開通区間に存在する。施設欄の背景色が■である区間は未開通区間または未供用施設に該当する。未開通区間の名称は全て仮称である。
- バスストップ (BS) のうち、○は運用中、◆は休止中の施設。無印はBSなし。

| IC番号           | 施設名           | 接続路線名                                                     | 鳥栖から (km) | BS                | 備考                     | 所在地                     | 所在地            |
| ---------------- | ---------------- | -------------------------------------------------------------- | ------------- | ----------------- | ------------------------ | -------------------------- | ----------------- |
| E34 大分自動車道 |                  |                                                                |               |                   |                          |                            |                   |
| 9                | 鳥栖JCT          | E3 九州自動車道                                                | 0.0           |                   |                          | 佐賀県                     | 鳥栖市            |
| 1                | 鳥栖IC           | 国道3号 国道34号                                               | 1.2           |                   |                          | 佐賀県                     | 鳥栖市            |
| -                | 神辺BS           | -                                                              | 3.3           | ○                 |                          | 佐賀県                     | 鳥栖市            |
| -                | 山浦PA           | -                                                              | 5.7           |                   |                          | 佐賀県                     | 鳥栖市            |
| -                | 中原BS           | -                                                              | 10.6          | ○                 |                          | 佐賀県                     | 三養基郡 みやき町 |
| 2                | 東脊振IC         | 国道385号                                                      | 14.8          |                   |                          | 佐賀県                     | 神埼郡 吉野ヶ里町 |
| -                | 神埼BS           | -                                                              | 17.3          | ○                 |                          | 佐賀県                     | 神埼市            |
| -                | 金立SA           | -                                                              | 23.3          | ○                 | ハイウェイオアシス       | 佐賀県                     | 佐賀市            |
| 3                | 佐賀大和IC       | 国道263号                                                      | 26.6          | ◆                 |                          | 佐賀県                     | 佐賀市            |
| 3-1              | 小城PA/SIC       | 県道44号小城富士線 （市道経由）                                | 33.4          | ◆                 |                          | 佐賀県                     | 小城市            |
| 4                | 多久IC           | 国道203号（東多久バイパス）                                    | 41.7          | ◆                 |                          | 佐賀県                     | 多久市            |
| -                | 多久聖廟BS       | -                                                              | 46.1          | ◆                 | 休止中                   | 佐賀県                     | 多久市            |
| -                | 多久西PA         | -                                                              | 47.0 48.1     |                   | 上下線で1.1 kmずれている | 佐賀県                     | 多久市            |
| 5                | 武雄北方IC       | 国道34号                                                       | 52.8          | ◆                 |                          | 佐賀県                     | 武雄市            |
| -                | 川登SA           | -                                                              | 61.9          | ◆                 |                          | 佐賀県                     | 武雄市            |
| 6                | 武雄JCT          | E35 西九州自動車道                                             | 64.3          |                   |                          | 佐賀県                     | 武雄市            |
| 7                | 嬉野IC           | 県道1号佐世保嬉野線                                            | 68.8          | ○                 |                          | 佐賀県                     | 嬉野市            |
| -                | 俵坂トンネル     | -                                                              |               |                   |                          | 佐賀県                     | 嬉野市            |
| -                | 俵坂トンネル     | -                                                              | 長崎県        | 東彼杵郡 東彼杵町 |                          |                            |                   |
| 8                | 東そのぎIC       | 国道34号 国道205号                                             | 長崎県        | 東彼杵郡 東彼杵町 | 78.6                     | ◆                          |                   |
| -                | 大村湾PA         | -                                                              | 長崎県        | 東彼杵郡 東彼杵町 | 81.6                     |                            |                   |
| -                | 松原BS           | -                                                              | 長崎県        | 85.4              | ○                        |                            | 大村市            |
| 9                | 大村IC           | 国道444号                                                      | 長崎県        | 91.7              | ○                        |                            | 大村市            |
| -                | 救急車緊急退出路 | 国立病院機構長崎医療センター                                   | 長崎県        |                   |                          | 木場PAに併設               | 大村市            |
| 9-1              | 木場PA/SIC       | 市道上久原芋掘手線                                             | 長崎県        | 95.4              | ○                        | PAは長崎方面のみ           | 大村市            |
| -                | 今村PA           | -                                                              | 長崎県        | 100.6             |                          | 福岡・熊本・大分方面       | 大村市            |
| 10               | 諫早IC           | 国道34号 県道125号諫早外環状線（島原道路）                     | 長崎県        | 104.2             | ○                        |                            | 諫早市            |
| 11               | 長崎多良見IC     | 国道34号（E96 長崎バイパス）                                   | 長崎県        | 109.1             |                          |                            | 諫早市            |
| 11               | 長崎多良見IC     | 国道34号（E96 長崎バイパス）                                   | 長崎県        | 109.1             | 長崎市                   |                            |                   |
| 12               | 長崎芒塚IC       | 県道116号長崎芒塚インター線                                    | 長崎県        | 117.4             |                          | 福岡・熊本・大分方面出入口 |                   |
| 13               | 長崎IC           | 国道324号 （現道、 E34 ながさき出島道路） 県道51号長崎南環状線 | 長崎県        | 120.4             |                          |                            |                   |

- IC番号、キロポストは鳥栖JCTからになっている。

## 歴史
- 1973年（昭和48年）11月16日 : 九州自動車道鳥栖IC - 南関IC開通と同時に鳥栖IC - 鳥栖JCT開通[注釈 2]。
- 1982年（昭和57年）11月17日 : 長崎自動車道長崎多良見IC - 大村IC開通。
- 1985年（昭和60年）3月28日 : 九州横断自動車道佐賀大和IC - 鳥栖ICが開通、同時に鳥栖第二IC供用開始。
- 1987年（昭和62年）
  - 2月5日 : 鳥栖JCTで大分自動車道と直結。
  - 3月18日 : 九州横断自動車道武雄北方IC - 佐賀大和IC開通。
- 1990年（平成2年）1月26日 : 大村IC - 武雄北方IC開通により長崎多良見IC - 鳥栖JCTが1本に結ばれ、全区間が長崎自動車道となる（東そのぎIC - 嬉野ICは暫定2車線）。同時に西九州自動車道とも接続。
- 1997年（平成9年）12月18日 : 東そのぎIC - 嬉野ICが4車線化。
- 2001年（平成13年）3月24日 : 鳥栖JCT改築、九州道下り線 - 長崎道直結ランプ「サガンクロス橋」開通。
- 2004年（平成16年）3月27日 : 長崎IC - 長崎多良見IC開通（暫定2車線）により全線開通、ながさき出島道路と接続。
- 2018年（平成30年）
  - 3月18日 : 木場スマートIC供用開始[4]。
  - 3月31日 : 小城スマートIC供用開始[5]。
- 2019年（令和元年）6月28日 : 長崎芒塚IC - 長崎多良見ICが4車線化[6]。
- 2022年（令和4年）3月17日 : 長崎IC - 長崎芒塚ICが4車線化[7]。これにより全線4車線化[7]。
- 2023年（令和5年）4月3日：多久ICの料金所がETC専用化[8]。

### 全線4車線化に向けた紆余曲折
鳥栖JCT - 長崎多良見ICまで開通した当初は、嬉野IC - 東そのぎICも暫定2車線で供用していた。後に拡幅工事が実施され、現在、当該区間については上下線とも2車線ずつ（往復4車線）での往来が可能となっている。
長崎自動車道の中で最も遅い2004年3月に開通した長崎多良見IC - 長崎IC（約11.3 km）については、自民党政権下の2009年4月27日に開催された国幹会議にて4車線化拡幅の事業化が決定した。この会議の資料では、総事業費1000億円、費用便益比（B/C）では1.4（すなわち便益>費用）と算出されていた。
しかし、同年8月の第45回衆議院議員総選挙の結果民主党が政権につくと、鳩山政権の掲げる「コンクリートから人へ」の大号令の下に相次いで日本全国の大型公共事業の凍結が打ち出され、補正予算の執行が停止された長崎自動車道の拡幅事業も一転して暗礁に乗り上げた。これに対し、当時の金子原二郎知事や地元建設業界のほか、身内である民主党長崎県連からも一斉に戸惑いや反対の声があがる事態となった。この拡幅問題については、同じ民主党内でも長崎1区選出の高木義明議員が「拡幅事業は必要」としているのに対し、同4区選出の宮島大典議員は「拡幅事業は不要」と主張するなど、党内での足並みの乱れも以前から指摘されていた。
2012年3月23日、中村法道知事が前田武志国土交通大臣に対して拡幅事業の早期再開と財源確保を求める要望書を提出し、前田大臣も「わかりました」と応じた。4月5日には国土交通省が長崎道を含む凍結6路線の拡幅事業を再開する方針を固め、翌6日には同省から正式に発表された。再開事由について、長崎道以外の5区間については「渋滞解消のため」としているのに対し、長崎道は「安全性の確保」としている。実際に長崎自動車道では、暫定2車線区間の死傷事故率は4車線区間の約2倍となっていた。
ただし長崎道の拡幅が再開決定された区間は、事故の多い長崎芒塚IC - 長崎多良見ICの8.3 kmであり、当初予定されていた全11.3 km区間での事業化には至らなかった。これを受け中村法道知事は「（残りの）3.0 km区間についても早期に事業化がなされるよう、今後とも国に対して強く要望する」と、田上富久長崎市長も「（拡幅が決定された区間の）早期整備とともに、残された区間の4車線化の実現に向けて引き続き国に要望」と、即日それぞれコメントを出している。
その後自民党に政権が移ってからは、知事から国会議員に身を転じた金子原二郎ら県選出の自民党所属議員と地元首長らが連携して長崎多良見IC-長崎ICの整備事業早期再開を再三に渡って陳情、これに対して利便性向上や災害時の代替輸送路機能強化を重く見た国土交通省は2016年6月8日にNEXCO西日本に宛てて同区間の事業認可を行った。くしくも事業認可の2週間前には同区間での正面衝突事故が発生するなど、対面通行道路の危険性・脆弱性が露見したばかりであった。その後同区間は2022年（令和4年）3月17日に4車線化され、全線4車線化を果たしている。

## 路線状況

### 車線・最高速度
| 区間                      | 車線 上下線=上り線+下り線 | 最高速度            | 最高速度              | 最高速度          | 備考             |
| 区間                      | 車線 上下線=上り線+下り線 | 大型特殊 三輪・牽引 | 大型貨物 特定中型貨物 | 左記を除く車両    | 備考             |
| ------------------------- | ------------------------- | ------------------- | --------------------- | ----------------- | ---------------- |
| 鳥栖JCT - 嬉野IC          | 4=2+2                     | 80 km/h （法定）    | 90 km/h （法定）      | 100 km/h （法定） |                  |
| 嬉野IC - 東そのぎIC       | 4=2+2                     | 80 km/h※ （指定）   | 80 km/h※ （指定）     | 80 km/h※ （指定） | トンネル連続区間 |
| 東そのぎIC - 長崎多良見IC | 4=2+2                     | 80 km/h （法定）    | 90 km/h （法定）      | 100 km/h （法定） |                  |
| 長崎多良見IC - 長崎IC     | 4=2+2                     | 80 km/h （指定）    | 80 km/h （指定）      | 80 km/h （指定）  |                  |

※彼杵川橋 - 東そのぎIC間の約2.6 kmは、2014年3月1日より最高速度が100 km/hに変更された。

### サービスエリア・パーキングエリア
- 売店は山浦パーキングエリア (PA) と小城PAを除く、すべてのサービスエリア (SA) ・PAに設置されている。このうち、金立SAと川登SA上り線、コンビニ化されている木場PAと今村PAは24時間営業。
- ガソリンスタンド・レストランは金立SAと川登SA上り線に設置されており、金立SAのガソリンスタンドを除いて24時間営業はしていない。なお、川登SA下り線のガソリンスタンドは現在休止中のため利用不可能となっている。

### 主なトンネルと橋
- 城原トンネル（東脊振IC - 金立SA）：上り線203 m 下り線158 m
- 嘉瀬川橋（佐賀大和IC - 小城PA）
- 小城トンネル（小城PA - 多久IC）：上り線435 m 下り線510 m
- 馬神トンネル（多久西PA - 武雄北方IC）：上り線609 m 下り線589 m
- 杵島トンネル（武雄北方IC - 川登SA）：上り線1,167 m 下り線1,195 m
- 潮見トンネル（武雄北方IC - 川登SA）：上り線484 m 下り線517 m
- うれしのトンネル（嬉野IC - 東そのぎIC） : 上り線702 m 下り線683 m
- 不動山トンネル（嬉野IC - 東そのぎIC） : 上り線2,046 m 下り線2,006 m
- 俵坂トンネル（嬉野IC - 東そのぎIC） : 上り線2,656 m 下り線2,610 m
- 日岳トンネル（木場PA - 今村PA）: 上り線777 m 下り線780 m
- 中里トンネル（長崎多良見IC - 長崎芒塚IC）:  上り線1,474 m 下り線1,507 m
- 平間トンネル（長崎多良見IC - 長崎芒塚IC）: 上り線921 m 下り線842 m
- 中尾トンネル（長崎多良見IC - 長崎芒塚IC）: 上り線1,697 m 下り線1,686 m
- 日見夢大橋（長崎多良見IC - 長崎芒塚IC）: 上り線365 m 下り線373.5 m
- 長崎トンネル（長崎芒塚IC - 長崎IC） : 上り線2,566 m 下り線2,641 m

#### トンネルの数
| 区間                      | 上り線 | 下り線 |
| ------------------------- | ------ | ------ |
| 鳥栖JCT - 東脊振IC        | 0      | 0      |
| 東脊振IC - 金立SA         | 1      | 1      |
| 金立SA - 小城PA           | 0      | 0      |
| 小城PA - 多久IC           | 1      | 1      |
| 多久IC - 多久西PA         | 0      | 0      |
| 多久西PA - 武雄北方IC     | 1      | 1      |
| 武雄北方IC - 川登SA       | 2      | 2      |
| 川登SA - 嬉野IC           | 0      | 0      |
| 嬉野IC - 東そのぎIC       | 3      | 3      |
| 東そのぎIC - 木場PA       | 0      | 0      |
| 木場PA - 今村PA           | 1      | 1      |
| 今村PA - 長崎多良見IC     | 0      | 0      |
| 長崎多良見IC - 長崎芒塚IC | 3      | 3      |
| 長崎芒塚IC - 長崎IC       | 1      | 1      |
| 合計                      | 13     | 13     |

### 道路管理者
- 西日本高速道路 九州支社
  - 久留米高速道路事務所 : 鳥栖JCT - 東脊振IC
  - 佐賀高速道路事務所 : 東脊振IC - 嬉野IC
  - 長崎高速道路事務所 : 嬉野IC - 長崎IC

#### ハイウェイラジオ
- 金立（東脊振IC - 佐賀大和IC）

### 交通量
24時間交通量（台）　道路交通センサス
| 区間                      | 平成17（2005）年度 | 平成22（2010）年度 | 平成27（2015）年度 | 令和3（2021）年度 |
| ------------------------- | ------------------ | ------------------ | ------------------ | ----------------- |
| 鳥栖JCT - 鳥栖IC          | 47,230             | 47,968             | 51,298             | 44,952            |
| 鳥栖IC - 東脊振IC         | 33,772             | 34,791             | 36,601             | 30,608            |
| 東脊振IC - 佐賀大和IC     | 30,059             | 31,434             | 32,429             | 26,708            |
| 佐賀大和IC - 小城PASIC    | 24,689             | 26,828             | 27,002             | 22,001            |
| 小城PASIC - 多久IC        | 24,689             | 26,828             | 27,002             | 21,452            |
| 多久IC - 武雄北方IC       | 22,121             | 24,397             | 24,746             | 19,110            |
| 武雄北方IC - 武雄JCT      | 17,373             | 20,098             | 20,285             | 15,317            |
| 武雄JCT - 武雄南IC        | 06,788             | 09,918             | 08,714             | 06,811            |
| 武雄JCT - 嬉野IC          | 14,599             | 17,410             | 17,509             | 13,526            |
| 嬉野IC - 東そのぎIC       | 14,635             | 17,276             | 17,460             | 13,824            |
| 東そのぎIC - 大村IC       | 17,214             | 19,616             | 20,249             | 16,596            |
| 大村IC - 木場PASIC        | 21,028             | 24,204             | 25,212             | 21,024            |
| 木場PASIC - 諌早IC        | 21,028             | 24,204             | 25,212             | 23,775            |
| 諌早IC - 長崎多良見IC     | 18,667             | 21,689             | 24,069             | 23,185            |
| 長崎多良見IC - 長崎芒塚IC | 9,796              | 10,816             | 14,219             | 13,348            |
| 長崎芒塚IC - 長崎IC       | 08,165             | 08,976             | 12,013             | 11,229            |

（出典：「平成22年度道路交通センサス」・「平成27年度全国道路・街路交通情勢調査」・「令和3年度全国道路・街路交通情勢調査」（国土交通省ホームページ）より一部データを抜粋して作成）
- 令和2年度に実施予定だった交通量調査は、新型コロナウイルスの影響で延期された[21]。

2002年度
区間別日平均交通量
- 鳥栖第二IC - 長崎多良見IC（区間平均） : 23,514台（前年度比97.7%）

## 地理

### 通過する自治体
- 佐賀県
  - 鳥栖市 - 三養基郡みやき町 - 三養基郡上峰町 - 神埼郡吉野ヶ里町 - 神埼市 - 佐賀市 - 小城市 - 多久市 - 武雄市 - 嬉野市 - 武雄市 - 嬉野市
- 長崎県
  - 東彼杵郡東彼杵町 - 大村市 - 諫早市 - 長崎市

### 接続する高速道路
- E34 大分自動車道（鳥栖JCTで直結）
- E3 九州自動車道（鳥栖JCTで接続）
- E35 西九州自動車道（武雄JCTで接続）
- E96 長崎バイパス（長崎多良見ICで接続）
- E34 ながさき出島道路（長崎ICで接続）

## ギャラリー

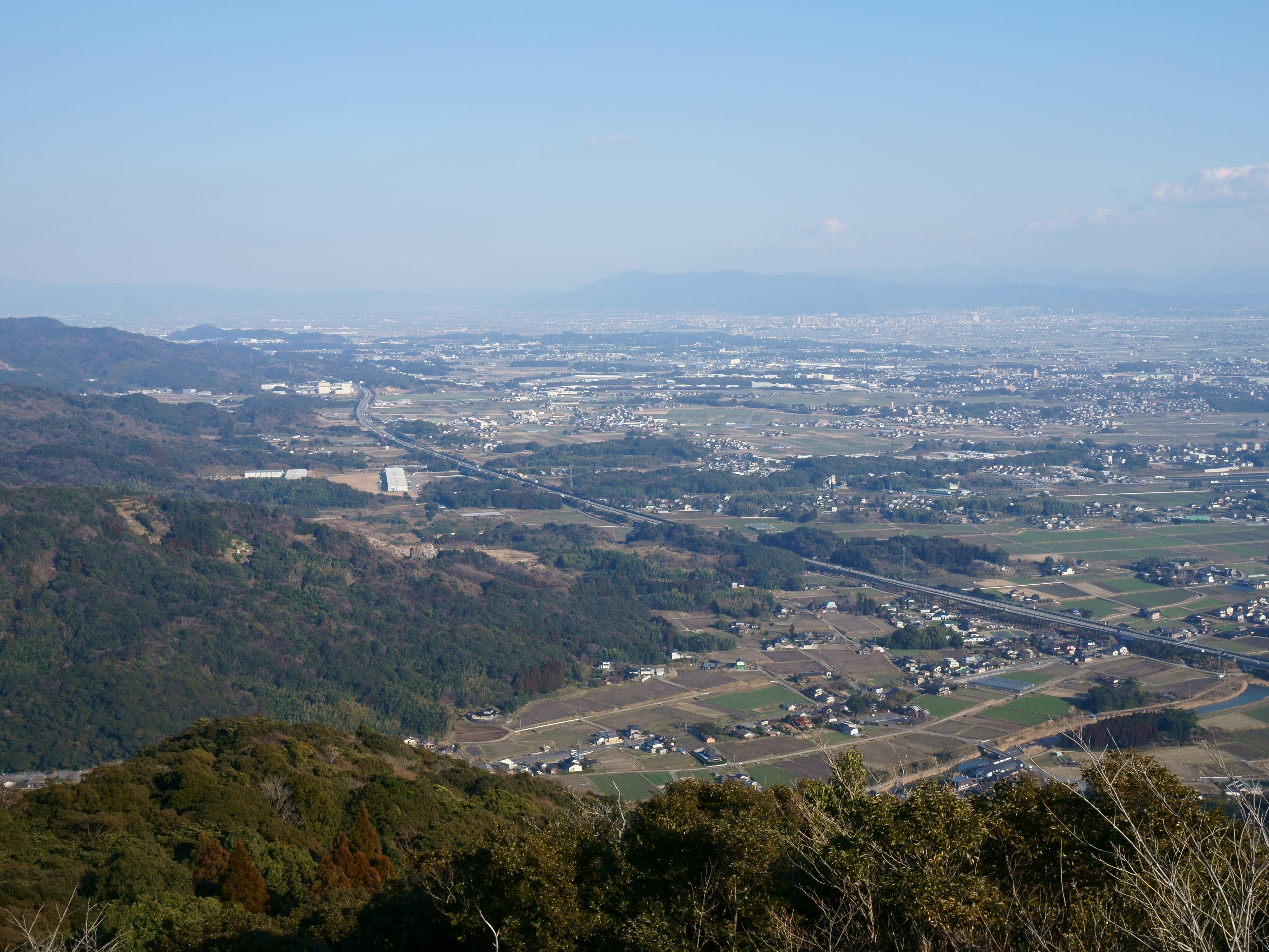
神埼BS北方の山から鳥栖方面を望む。脊振山地と筑紫平野の境を通る （佐賀県神埼市）
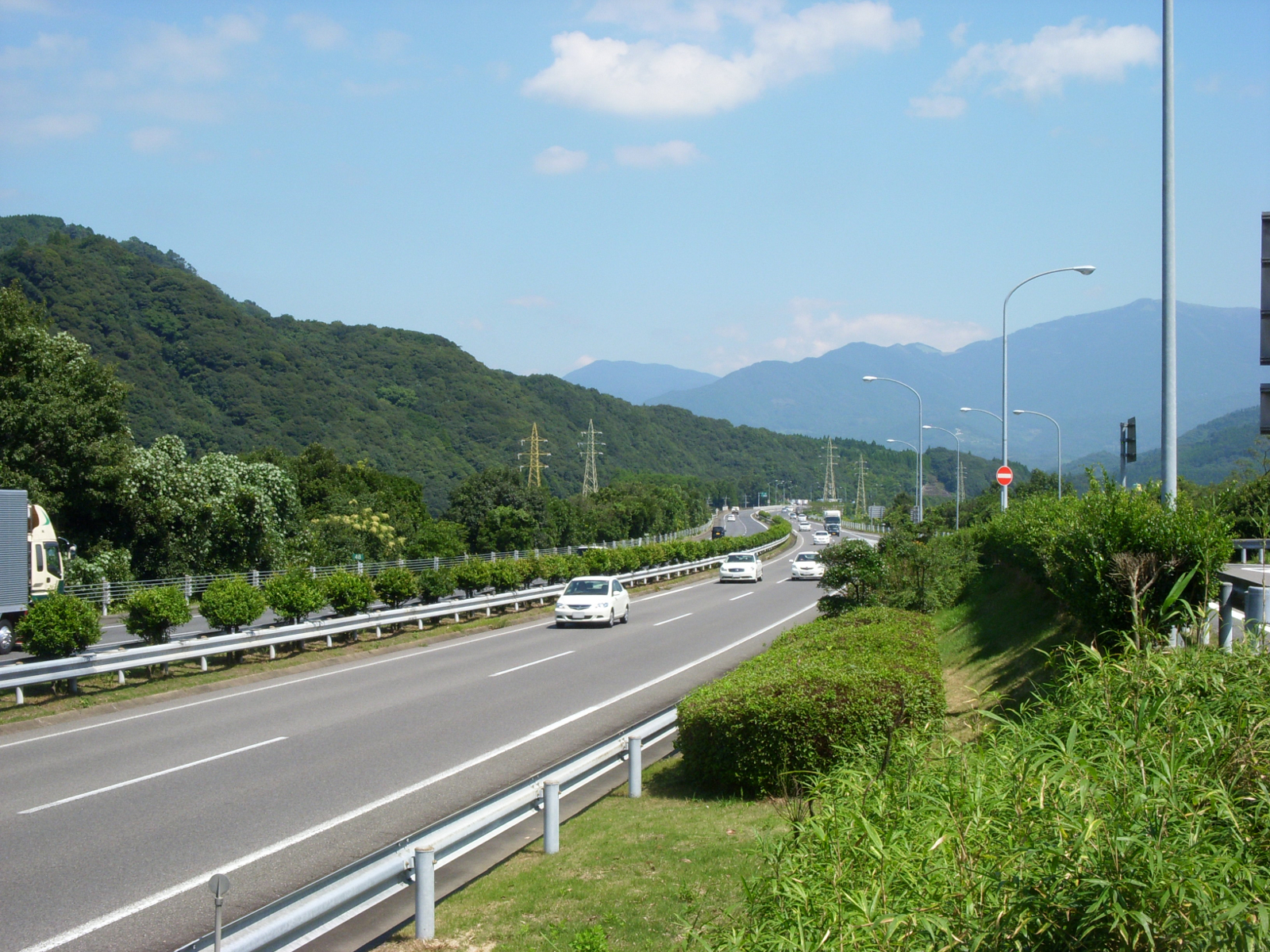
多久西PAから鳥栖方面を望む （佐賀県多久市）
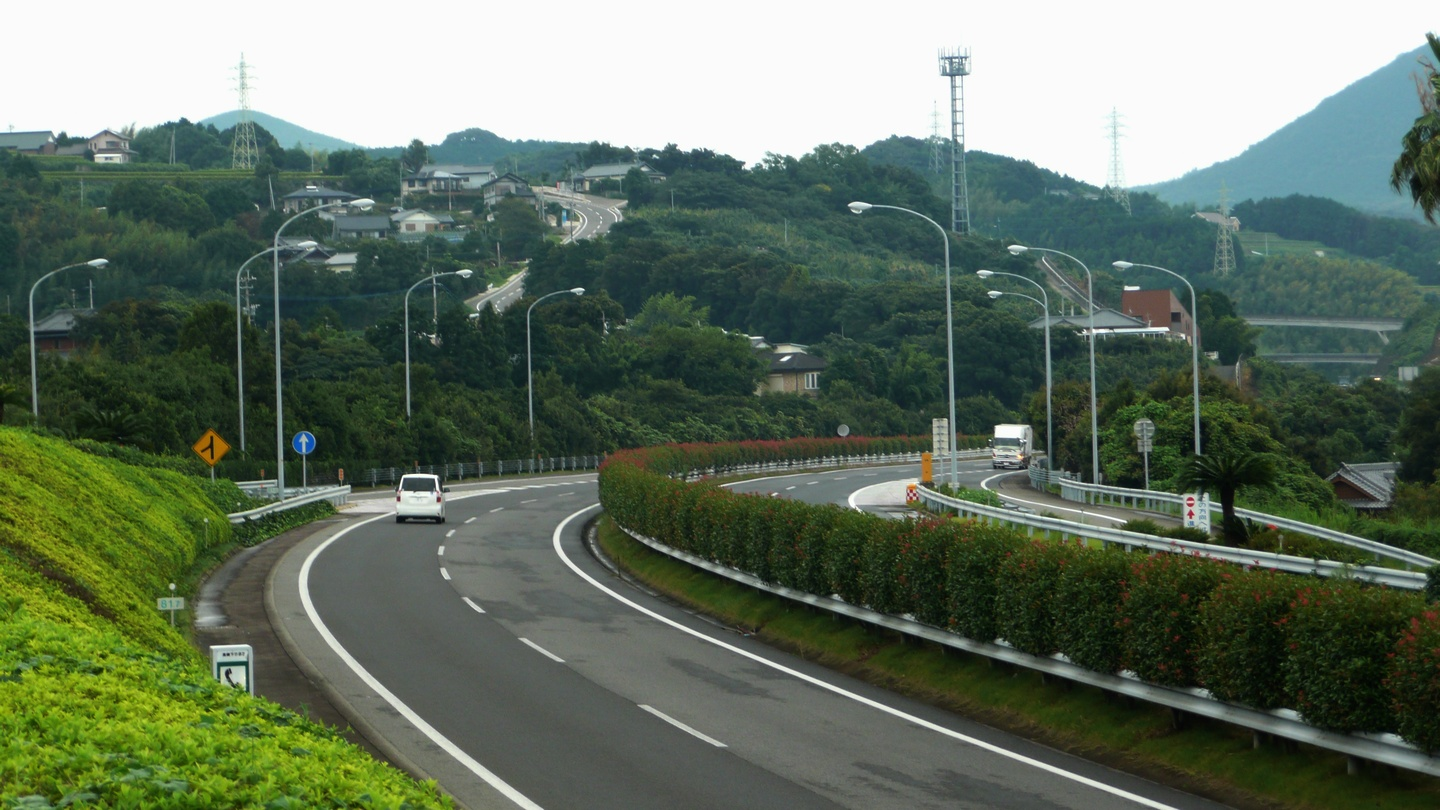
上り線大村湾PA付近（長崎県東彼杵郡東彼杵町）